# قانون تابعیت آلمان
قانون تابعیت آلمان (انگلیسی: German nationality law) شرایطی را که یک فرد طبق آن دارای تابعیت آلمان است، مشخص می‌کند. قانون اصلی تعیین‌کننده الزامات تابعیت، قانون تابعیت است که در روز ۱ ژانویه ۱۹۱۴ اجرایی شد. آلمان عضو کشورهای اتحادیه اروپا است و تمام افرادی که دارای تابعیت آلمان هستند، شهروند اتحادیه اروپا محسوب می‌شوند. این افراد اجازه زیستن و کار به صورت خودکار و دائم در هر کشور عضو اتحادیه اروپا یا انجمن تجارت آزاد اروپا را به‌دست می‌آورند و می‌توانند در رأی‌گیری انتخابات پارلمان اروپا شرکت کنند.
هر فردی که هنگام تولد دارای والدین آلمانی باشد که به صورت رسمی با هم ازدواج کرده‌اند، بدون در نظر گرفتن محل تولد به‌طور معمول در بدو تولد تابعیت آلمان را کسب می‌کنند. کودکان متعلق به زوج‌هایی که به صورت رسمی با هم ازدواج نکرده‌اند و فقط پدر کودک آلمانی است، برای به‌دست آوردن تابعیت آلمانی کودک، باید به رابطه خود مشروعیت ببخشند. افرادی که در آلمان متولد می‌شوند و والدین آنها تبعه خارجی هستند، اگر دست‌کم یکی از والدین او به مدت هشت سال در کشور زندگی کرده باشد و اجازه زندگی بدون محدودیت زمانی مشخصی در کشور را داشته باشد (به این معنی که فرد دارای اجازه اقامت بوده یا شهروند کشورهای عضو اتحادیه اروپا یا سوئیس باشد) ممکن است تابعیت آلمان را به‌دست آورند. اتباع خارجی بعد از اقامت در آلمان دست‌کم به مدت هشت سال و نمایش مهارت خود در زبان آلمانی ممکن است تبعه آلمان محسوب گردند. اگر چه از افرادی که عضو کشورهای اتحادیه اروپا یا سوئیس نیستند این توقع وجود دارد که هنگام درخواست تابعیت از این طریق از تابعیت‌های قبلی خود چشم پوشی کنند، اما به بیشتر آنها بدون در نظر گرفتن این موضوع تابعیت اعطاء شده و اجازه داده می‌شود تابعیت قبلی خود را هم حفظ کنند.
در ۱۹ ژانویه ۲۰۲۴ پارلمان آلمان زمان دریافت تابعیت را به ۵ سال و تحت شرایط خاص تا ۳ سال کاهش داد و این درحالی است که طبق این قوانین از میزان دشواری حفظ تابعیت دوگانه نیز کاسته شد. این به آن معناست که تا پیش از این لایحه، افرادی که قصد دریافت تابعیت آلمان را داشتند ملزوم به رها کردن تابعیت نخست خود بودند اما با تصویب این قانون جهت دریافت تابعیت آلمان متقاضیان ملزوم به رها کردن تابعیت نخست خود تحت شرایط خاص نخواهند بود.